# Unione Sportiva Rhodense Fascio Giovanile di Combattimento Arnaldo Mussolini 1933-1934
Questa voce raccoglie le informazioni riguardanti l'Unione Sportiva Rhodense Fascio Giovanile di Combattimento "Arnaldo Mussolini" nelle competizioni ufficiali della stagione 1933-1934.

## Rosa
| N. |                   | Ruolo | Calciatore         |
| -- | ----------------- | ----- | ------------------ |
|    | Italia (bandiera) | C     | Ezio Bergamaschi   |
|    | Italia (bandiera) | A     | Franco Binoni      |
|    | Italia (bandiera) | C     | Bolli              |
|    | Italia (bandiera) | A     | Agostino Bovati    |
|    | Italia (bandiera) | C     | Pierino Bovati     |
|    | Italia (bandiera) | C     | Giuseppe Carettoni |
|    | Italia (bandiera) | C     | Pietro Carpani     |
|    | Italia (bandiera) | D     | Alfredo Cattaneo   |
|    | Italia (bandiera) | A     | Cesare Cattaneo    |
|    | Italia (bandiera) | A     | Etereo Ghezzi (I)  |

| N. |                   | Ruolo | Calciatore         |
| -- | ----------------- | ----- | ------------------ |
|    | Italia (bandiera) | A     | Renato Ghezzi (II) |
|    | Italia (bandiera) | A     | Oreste Maietti     |
|    | Italia (bandiera) | P     | Giovanni Modolo    |
|    | Italia (bandiera) | A     | Federico Necchi    |
|    | Italia (bandiera) | A     | Alessandro Oldani  |
|    | Italia (bandiera) | A     | Luigi Oltolina     |
|    | Italia (bandiera) | D     | Luigi Pravettoni   |
|    | Italia (bandiera) | D     | Giuseppe Sassi     |
|    | Italia (bandiera) | A     | Mario Vismara      |
|    | Italia (bandiera) | C     | Giulio Volontè     |

## Arrivi e partenze
| Acquisti | Acquisti          | Acquisti | Acquisti   |
| R.       | Nome              | da       | Modalità   |
| -------- | ----------------- | -------- | ---------- |
| A        | Alessandro Oldani | Monza    | definitivo |

| Cessioni | Cessioni       | Cessioni | Cessioni   |
| R.       | Nome           | a        | Modalità   |
| -------- | -------------- | -------- | ---------- |
| ?        | Emilio Barengo | ???      | definitivo |
| ?        | Giulio Oldani  | ???      | definitivo |
| ?        | Carlo Sora     | ???      | definitivo |